# Atemble jezik
Atemble jezik (atemple, atemple-apris; ISO 639-3: ate), madang jezik kojim danas govori nekoliko desetaka ljudi (60; 2000 S. Wurm) na Novoj Gvineji u provinciji Madang, Papua Nova Gvineja.
Pripadnici etničke grupe Atemble po jeziku su srodni narodu Angaua koji govore jezikom nend [anh] i čine podskupinu atan, šira skupina wanang, transnovogvinejska porodica.

## Vanjske poveznice
- Ethnologue (14th)
- Ethnologue (15th)